# Palazzo Gentili del Drago
Palazzo Gentili Del Drago, conhecido também como Palazzo Boccapaduli Gentili del Drago, é um palácio localizado na Via in Arcione (nº 71), no rione Trevi de Roma, bem ao lado da entrada do Túnel Umberto I, conhecido como Il Traforo.
O palácio foi construído no século XVIII para o cardeal Antonio Saverio Gentili por um arquiteto desconhecido, mas que alguns estudiosos acreditam ser Domenico Raguzzini, que também projetou a Villa Gentili. Todo o lado esquerdo do edifício foi demolido em 1900 para permitir a abertura da rua que leva à entrada do túnel.
Ali viveram ainda Giuseppe Boccapaduli, marido de Margherita Sparapani Gentili, e posteriormente o cardeal Luigi Del Drago.
O apartamento na cobertura do palácio, que supostamente teria mais de 550 m2 de área e 200 m2 de varanda, ocupando todo o quarto e quinto pisos, foi vendido por Luigi Ciriaco De Mita, ex-primeiro-ministro da Itália, por cerca de onze milhões de euros em 2004.